# Roca hipabissal
Les roques hipabissals són les formades en un ambient hipabissal o subvolcànic. Inclou els cossos que van cristal·litzar prop de la superfície, no en les fondàries dels batòlits i, per descomptat, no en la superfície.
Aquest terme s'aplica a roques ígnies intrusives que han cristal·litzat sota condicions intermèdies entre les roques plutòniques i les volcàniques.
En general, les roques hipoabissals són de gra mitjà, i es formen més a prop de la superfície que les roques plutòniques.
Els cossos hipabissals generalment provenen de magmes sortints de la cambra magmàtica principal. Els cossos hipabissals tenen un volum reduït i es veu marcat per una velocitat de refredament "mitjana", entre les lentes intrusives i les ràpides extrusives.

Tipus d'intrusió ígnia i nom de les roques originades: 1. Lacòlit /2. Dic petit /3. Batòlit /4. Dic /5. Sill 6. Banyó volcànic i pipa /7. Lopòlit

## Cossos generals
Estructures hipabissals o subvolcàniques masisses:
- Lopòlit: Petit cos hipabissal corbat cap avall
- Lacòlit: Petit cos hipabissal corbat cap amunt
- Stock: Cos hipabissal menor de 100 km²; connectat amb el plutó.
- Sill: Cos hipabissal paral·lel als estrats.
- Dic: Cos tabular - subvertical a vertical entre 1 m fins 200 metres d'amplada.

## Exemples de roques hipabissals
A) Micro- granit porfídic: Dic amb quars, Feldespats Alcalins i Plagioclasa amb una textura porfídica.
B) Microdiorita: 
Dic amb Plagioclasa, però amb cristalls petits.
C) Pegmatita: 
Dic normalment fosc amb cristalls que superen els 2 cm de diàmetre.
D) Dics de gra gruixut o gegantí  